# السياحة في مالطا
تعد السياحة في مالطا Tourism in Malta قطاعًا مهمًا في اقتصاد البلاد، حيث تساهم بحوالي 15 % من الناتج المحلي الإجمالي للدولة. تشرف عليها هيئة السياحة في مالطا، وتقع بدورها تحت مسؤولية وزير السياحة والبيئة والثقافة. تتميز مالطا بعدد من مناطق الجذب السياحي التي تشمل عناصر من تاريخ الجزيرة الغني وثقافتها، فضلاً عن الأنشطة المائية المرتبطة بالبحر الأبيض المتوسط. بالإضافة إلى ذلك، أصبحت السياحة العلاجية شائعة فيها، ففي السنوات الأخيرة، خاصة منذ جهود الحكومة لتسويق هذه الممارسة للسائحين الطبيين في المملكة المتحدة.

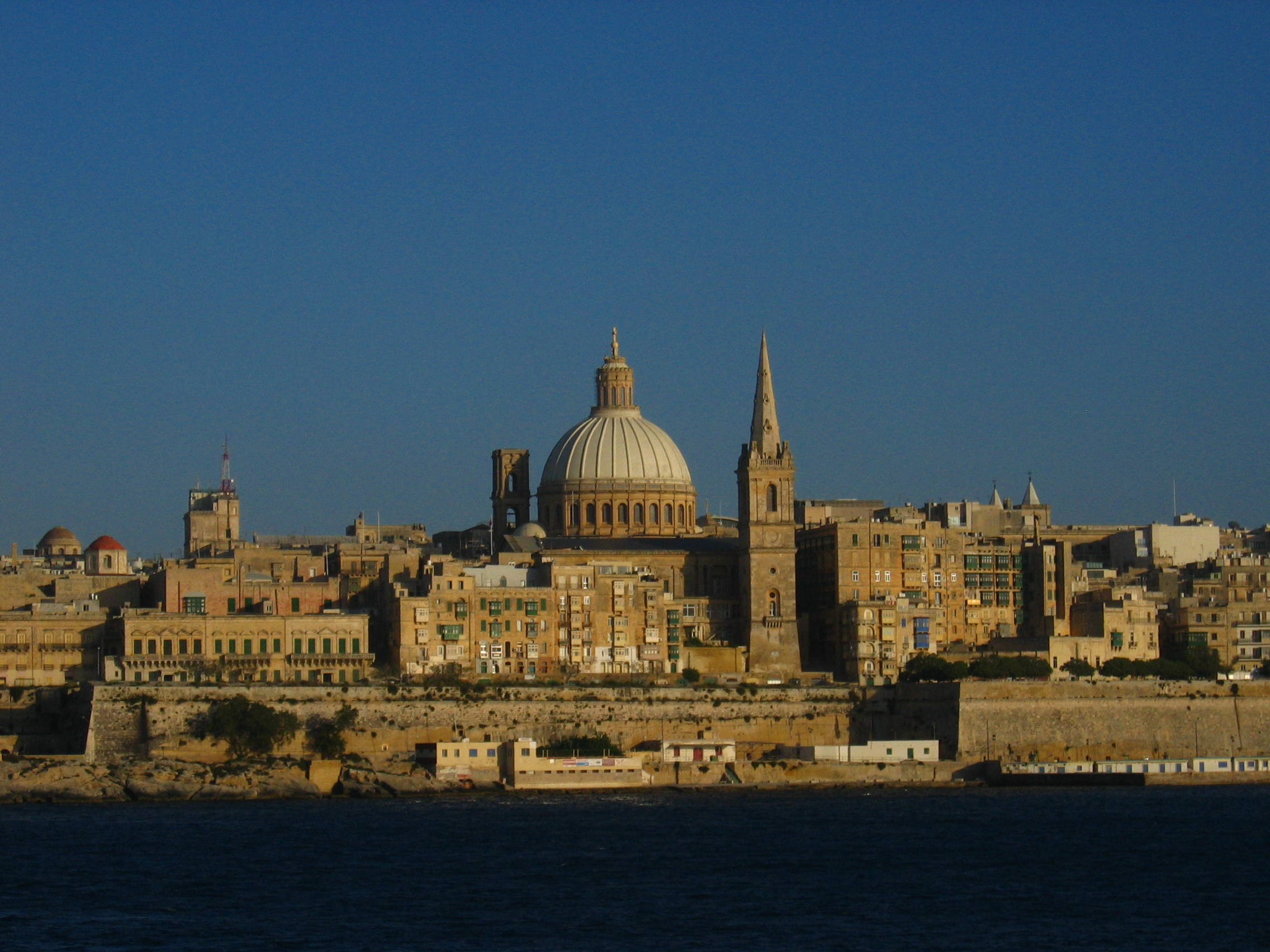

انخفض عدد الأشخاص الذين زاروا مالطا في عام 2009 بشكل كبير مقارنة بأرقام عام 2008 - وبشكل عام، عانت السياحة في البلاد انخفاضًا بنسبة 8 % عن عام 2008. وانخفضت الزيارات من دول خارج الاتحاد الأوروبي بشكل أكبر من الزيارات من دول الاتحاد الأوروبي (و حتى أكثر من الزيارات من دول منطقة اليورو)، بينما ظل متوسط مدة الإقامة كما هو في عامي 2008 و 2009. يحتاج الزوار من معظم البلدان إلى تأشيرة لزيارة مالطا. يتم توحيد الجنسيات التي تتطلب تأشيرة وفقًا لقواعد الاتحاد الأوروبي. على الأرجح لن يحتاج الزائرون الحاصلون على تأشيرة منطقة شنغن سارية المفعول إلى إكمال المزيد من الإجراءات الرسمية لدخول مالطا، طالما أنهم موجودون بالفعل داخل منطقة شنغن. لا يحتاج الزوار الذين يحملون جنسية الاتحاد الأوروبي إلى تأشيرة لدخول مالطا لأنهم يتمتعون بالحق في حرية التنقل داخل الاتحاد الأوروبي. في السنوات الأخيرة، واجهت صناعة السياحة في البلاد عددًا من القضايا المتعلقة بحجم الدولة الصغير، سواء من حيث المساحة أو عدد السكان. تشمل هذه القضايا الموارد والبنية التحتية الممتدة (مثل المياه وإدارة النفايات والشواطئ والطرق)، خاصة خلال أشهر الصيف في يوليو وأغسطس.

## الخلفية التاريخية
في البداية كانت الجولات السياحية تتشكل بداية الرحلة في الخارج من الأعضاء الشباب المنتمين للطبقات الأرستقراطية من المجتمع الأوروبي من القرن السابع عشر وخاصة من القرن الثامن عشر، إذا كانت إيطاليا منطقة الوجهة المطلوبة كانت الجرأة تدفعهم بفضول إلى مالطة وفي القرن التاسع عشر، تم دمج أرخبيل  في الإمبراطورية البريطانية مما أدى إلى حركة قوية من الضباط ولكن أيضا القوات، كانت مالطا العمود الفقري للعمليات البريطانية في بلاد الشام.
وكانت عملية إعادة وضع أسطول مالطة في البحر الأبيض المتوسط قد خلفت حركة وتواتر الجزر المالطية حتى الحرب العالمية الثانية. وخلال فترة ما بعد الحرب، حدثت حركة سياحية حقيقية من الجزر البريطانية إلى الجزر المالطية. وتبين دراسة خصائص الوافدين والإقامة ومدة الإقامة بوضوح أن هذه الزيارات عادة ما تكون موجهة إلى أفراد عسكريين متمركزين في مالطة.
وهذه الحركة، التي تكانت تمثل في البداية عشرات الآلاف فقط من المسافرين سنويا، تتزايد باطراد من الخمسينيات حتى عام 1964، عندما أصبحت مالطة مستقلة. وعلى الرغم من أن القوات البريطانية لم تترك مالطة إلا بإعلان الجمهورية في عام 1974، فإن الهدف من السلطات المالطية هو تحويل الاقتصاد العسكري إلى اقتصاد سياحي.
في السنوات الأولى من عام 1970 بلغ عدد الزوار 200.000 ثم كانت هناك فترة من النمو المطرد والمستمر، حيث وصل عدد السياح الوافدين إلى أكثر من 700,000 قبل أن ينخفض العدد بصورة مباشرة  إلى حوالي 500,000 في عام 1984
منذ عام 1985، باستثناء فترة 1994-1996، وعدد من السياح الذين اختاروا مالطا في تزايد مطرد حتى عام 2002 ففي عام 1989 كان عددهم 828311
وفي عام 2002 /1133814  ثم تلى ذلك انخفاض في عام 2004، وفي عام 2003: 1126000، وفي عام 2004:   1.000.000 ثم تزايد العدد مرة أخرى باستنثاء 2009 حيث وصل العدد إلى 1168000 في عام 2005 ثم بلغ  1124000 في عام 2006 وفي 2007 بلغ العدد 1.291.000 وفي عام 2009 بلغ العدد 1.183.000 وفي 2010 بلغ العدد 1.323.000
على الرغم من أن مالطا عاشت لسنوات عديدة بفضل النشاط الاقتصادي لقوات الاحتلال البريطاني، إلا أنها نجحت في إعادة تشكيل نموذجها الاقتصادي بفضل السياحة الدولية. وهذا يتطلب الكثير من الاستثمار، لأن الغرض كان في الأصل تلبية احتياجات المسافرين البريطانين في القرن العشرين وهذه الاحتياجات بعيدة كل البعد عن احتياجات السياح في القرن الحادي والعشرين، إذا كانت الفنادق الرخيصة والمناخ اللطيف والجو العام يميل إلى إرضاء القوات البريطانية (اللغة والغذاء ـ إلخ) في ذلك الوقت.
والسياح اليوم أكثر تطلبا، ومن ثم فقد أصبح هناك المزيد من الأسرة والإفطار ولفنادق مع الراحة المحدودة، تحولت إلى بيوت التقاعد بعد إعادة التأهيل، تم استبدالها من قبل الفنادق الفاخرة ومطاعم الأسماك والرقائق الدولية أو والمطاعم الذواقة أو حتى الشواطئ الصخرية عن طريق حمامات السباحة.

## أعداد السياح من 1960s-1990s
بدأت السياحة في مالطا تنمو في منتصف الستينيات. وفترة خلال السبعينيات، نمت السياحة في مالطا بشكل ملحوظ، حيث نمت أعدادها من 170.800 في عام 1970 إلى 705500 في عام 1981. من عام 1981، انخفضت الأرقام إلى ما يقرب من 500000 زائر سنويًا حتى أواخر الثمانينيات، عندما بدأ الاتجاه التصاعدي مرة أخرى. في منتصف التسعينيات، كانت الأرقام تصل إلى 1.2 مليون سائح سنويًا.
كان تقلب الأعداد القادمة للسياحة فيها في الماضي يرجع إلى حد كبير إلى اتجاهات تفضيلات السياح من المملكة المتحدة، الذين يشكّلون أكبر سوق سياحي في مالطا. على الرغم من استخدام مالطا الموحد للغة الإنجليزية، إلا أن روابطها التقليدية مع المملكة المتحدة وخيارات السفر منخفضة التكلفة جعلت منها خيارًا جذابًا للسائحين البريطانيين، فإن تغيير تفضيلات هؤلاء السياح يمكن أن يؤثر على دخل السياحة في مالطا بشكل كبير. على سبيل المثال، انعكس التفضيل المتزايد للسياح البريطانيين على الوجهات الإسبانية خلال الثمانينيات في انخفاض أعداد السياحة في مالطا خلال تلك الفترة.
في عام 2010، جاء الغالبية العظمى من السياح من الاتحاد الأوروبي مع 415,000 زائر، وهو ما يمثل 31.2٪ من الوافدين من المملكة المتحدة مقارنة مع 60٪ في عام 1989 في جميع الفصول. ثم يأتي الإيطاليون، ومعظمهم من صقلية أو جنوب إيطاليا ويبلغ عددهم في الصيف نحو 214.000 زائر،
في عام 2011، تلقّى الأرخبيل المالطي 1411748 زائر، مما يمثل زيادة قدرها 5.6٪ عن عام 2010.  وكانت نسبة السياح الفرنسيين تمثل 7.3 % من إجمالي عدد الزوار  103688 زائر الفرنسي بنسبة 19، 8٪ عن العام السابق.[بحاجة لمصدر]
خارج الاتحاد الأوروبي، كان الليبيون الأكثر عددا مع شرط الحصول على التأشيرة مع انضمام مالطا للاتحاد الأوربي، ومنذ ذلك الحين  ثم الروس والأمريكيين. كما لوحظ أيضا وصول حوالي 10,000 الأستراليين والكنديين ما يقرب من 7000 في السنة؛ هو أساسا المهاجرين المالطيين الذين يعودون لزيارة عائلاتهم والتواصل مع ذويهم.
يجب أن ننظر أيضا إلى زوار اليوم الواحد (السياح البقاء أقل من يوم واحد)، والتي بلغت في عام 2000 نحو 170.000 زائر، وهو رقم فرض على السلطات السعي إلى التطوير وقد تم تحديث الأماكن السياحية، الواجهة البحرية، التي كانت تحت حصون فاليتا مباشرة والتي لديها الآن إمكانية الوصول المباشر إلى المدينة عن طريق بوابة فيكتوريا.
وفي الوقت نفسه، فإنه يكاد يكون نحو  000 300 مالطي قد سافروا إلى الخارج في عام 2010 (229,000 في عام 2007)
في عام 2007، كان الموقع الأكثر زيارة معبد غانتيجا في غوزو حيث بلغت الزيارات نحو 157.568  مقابل شقق الدولة في قصر الرئيس في فاليتا والتي بلغت الزيارات لها نحو 355.155 زيارة والمتحف الوطني للأثار نحو 743.134 زيارة تلها معبد جاجر كيم ومنجدرا[بحاجة لمصدر]

### المسافرون بحسب الدولة
كان معظم الزوار الذين وصلوا إلى مالطا على أساس قصير الأجل من دول الجنسية التالية:
| الترتيب               | الدولة                | 2014      | 2015      | 2016      | 2017      | 2018      |
| --------------------- | --------------------- | --------- | --------- | --------- | --------- | --------- |
| 1                     | المملكة المتحدة       | 487,714   | 525,996   | 559,987   | 560,893   | 640,570   |
| 2                     | إيطاليا               | 262,631   | 282,815   | 315,223   | 363,668   | 390,607   |
| 3                     | ألمانيا               | 143,053   | 141,855   | 156,786   | 193,033   | 226,966   |
| 4                     | فرنسا                 | 125,511   | 127,953   | 144,804   | 176,371   | 213,299   |
| 5                     | إسبانيا               | 42,285    | 47,237    | 55,023    | 75,511    | 99,046    |
| 6                     | بولندا                | N/A       | N/A       | 70,563    | 89,335    | 96,362    |
| 7                     | بلجيكا                | 31,399    | 35,937    | 41,759    | 73,429    | 70,191    |
| 8                     | هولندا                | 44,697    | 44,962    | 52,642    | 64,000    | 57,355    |
| 9                     | الولايات المتحدة      | 22,402    | 25,887    | 26,454    | 35,758    | 47,170    |
| 10                    | سويسرا                | 31,797    | 35,293    | 40,504    | 44,065    | 45,572    |
| إجمالي السياح الأجانب | إجمالي السياح الأجانب | 1,689,809 | 1,783,366 | 1,965,928 | 2,273,837 | 2,598,690 |

## عوامل الجذب
تتمتع مالطا بتاريخ طويل وغني، وينعكس ذلك في المعالم الثقافية للجزيرة. احتل الفينيقيون والقرطاجيون والرومان والبيزنطيون مالطا في وقت ما من التاريخ، تاركين مزيجًا من الأساليب المعمارية المختلفة والتحف لاستكشافها. أسفرت سيادة فرسان الإسبتارية على مالطا من 1530 إلى 1798 عن إرث كبير من الفن والهندسة المعمارية المتقنة في جميع أنحاء جزيرة مالطا. تتميز المتاحف والمعارض الفنية الحديثة في البلاد بآثار من تاريخ مالطا ليستمتع بها السياح والمالطون على حدٍ سواء.

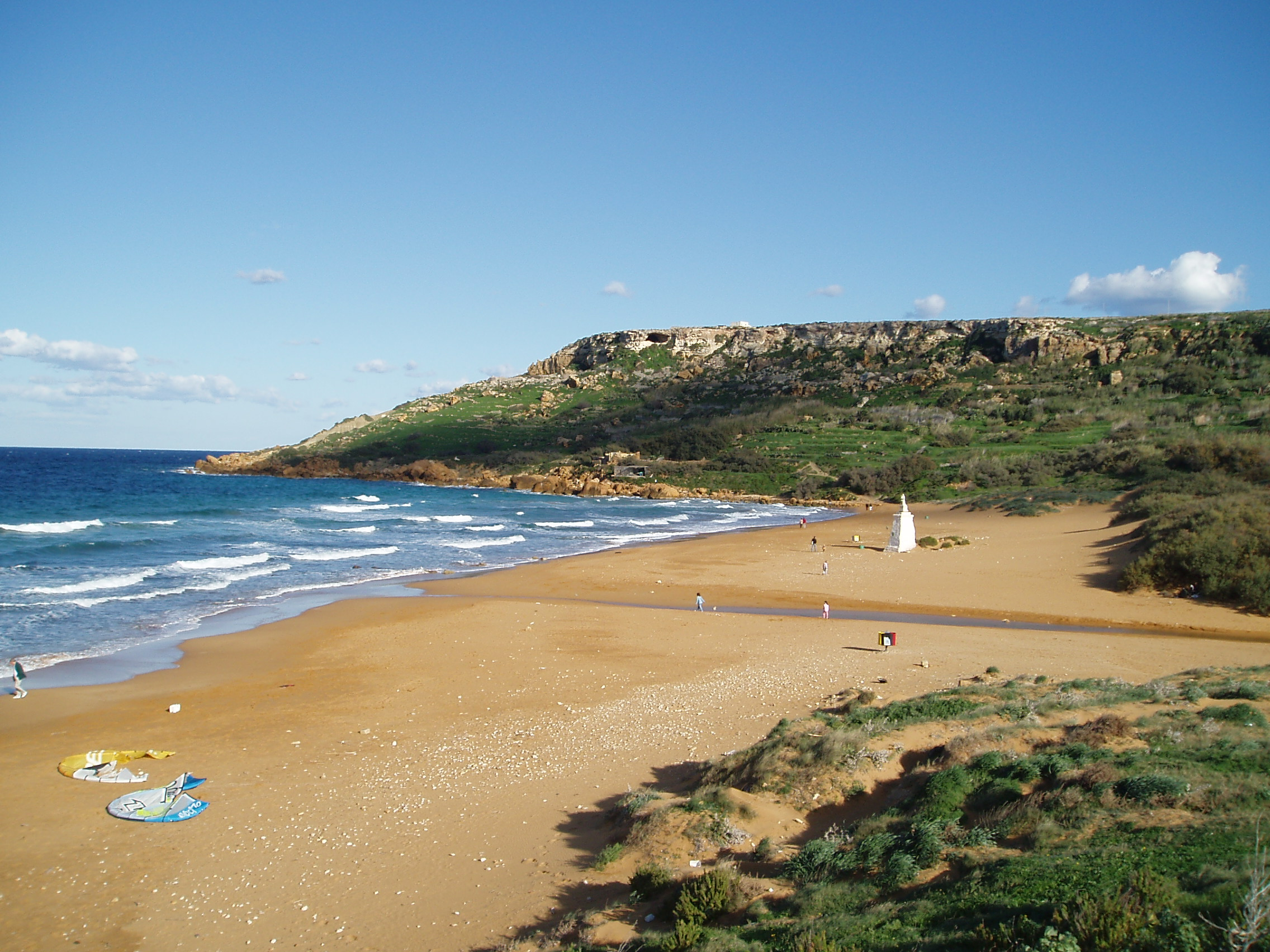
The beach of Ramla Bay on غودش.

هناك أيضًا عدد من الأنشطة المائية للاستمتاع بها في مالطا وكذلك غودش وكمونة. شمال مالطا هي موطن للمنتجعات السياحية الشاطئية ومناطق العطلات في البلاد، مع الشواطئ الأكثر شعبية بين المصطافين مثل خليج ميليها وغاجن توفيها وجولدن باي. هذه الشواطئ كبيرة بما يكفي لتكون قادرة على استيعاب المقاهي والمطاعم والأكشاك، ولكنها صغيرة بما يكفي نادرًا ما تكون مزدحمة. يُعد شمال غرب مالطا موطنًا لأهدأ شواطئ الجزيرة، ومن هذه الشواطئ أقرب الشواطئ المجاورة للجزيرة الرئيسية. تعد غودش وكمونة أيضًا من المواقع الشاطئية الشهيرة لقضاء العطلات، على الرغم من أنه من المرجح أن تكون أكثر هدوءًا وأكثر هدوءًا وأكثر ملاءمة للغطس. تشتهر منطقة البحر الأبيض المتوسط المحيطة بمالطا بالغوص - في حين أن الغطس الضحل قد يكون جذابًا للغواصين المبتدئين، فإن الغواصين الأكثر خبرة قد يكونون قادرين على الغوص بشكل أعمق للعثور على القطع الأثرية التاريخية من الحرب العالمية الثانية أو ما قبلها.

## الأهمية الاقتصادية
وفي عام 2010، مثلت عائدات السياحة نحو 814 مليون يورو باإلضافة إلى 142 مليون من النقل الدولي (26.2٪ من صادرات الخدمات) 29.6٪ في عام 2006 (و 15٪ من إجمالي صادرات السلع والخدمات)
وفي عام 2010 عمل نحو 4500 شخص قي مجال السياحة: 237 من أماكن الإقامة، و 733 2 من المطاعم، و 519 1 من منظمي الرحلات السياحية أو وكالات السفر ويعمل في قطاع السياحة 12,481 شخصا (8,620 رجلا و 3,861 امرأة)، وهو رقم ظل مستقرا نسبيا منذ عام 2007، أي ما يمثل 8.5٪ من السكان العاملين وحوالي 50.000 شخص أو 30%.

### المواقع الأثرية
تدار جميع المواقع الأثرية في مالطا من قبل هيئة التراث المالطية  وهي وكالة حكومية. والعديد من المواقع الأثرية ليست مفتوحة للجمهور لأسباب تتعلق بالحفظ أو البحث أو إعادة التأهيل. في 1 مايو 2014، كان هناك أكثر من 27,000 زائر للبيت المفتوح في 30 موقع من مواقع التراث والمتاحف والمواقع الأثرية الأكثر تكرارا هي موقع ججانتيجا في غوزو.[بحاجة لمصدر]
المواقع المدرجة ضمن مواقع التراث العالمي (قائمة اليونسكو):
- هيبوجيوم في هال سافليني في باولا
- معبد ججنتاجي في زاعورا
- معبد جاجار كيم في كريندي
- معبد مناجدرا في كريندي
- معبد سكوربا في زيبه
- معبد تاجاجرات في موار (مالطا)
- معابد تراكسين إلى تراكسين

مواقع أثرية أخرى
- كهف غار دلام في بيرزيبوزا
- سراديب الموتى من سانت بول في الرباط (مالطا)
- كارت-روتس من كلافام تقاطع إلى الرباط (مالطا)

المواقع مفتوحة بالتعيين
- هيبوجيوم من بروشتورف إلى زاجورا
- معبد برج في نادور في بيرزبوجا
- موقع العصر الحجري الحديث من تاس زيلج  في زجتون
- فيلا رومان في سان بول ميلكي في بورماراد
- سراديب الموتى سانت أوغستين في الرباط (مالطا)
- سراديب الموتى تا 'بيسترا في موستا

### المواقع الطبيعية

#### المتاحف
تدار المتاحف الرئيسية في مالطا من قبل سلطة حماية التراث  في مالطا وهي وكالة حكومية وفي  1 مايو 2014، كان هناك أكثر من 27,000 زائر للبيت المفتوح في 30 موقع من مواقع التراث في مالطا والمتاحف.[بحاجة لمصدر]
المتاحف الثلاثة الأكثر تكرارا هي:
- شقق الدولة ومخزن القصر، 3,230 زائر.
- المتحف الوطني للتاريخ الطبيعي، 3,037 زائر؛
- المتحف الوطني للآثار، 3 034 زائر

المتاحف الوطنية:
- المتحف الوطني للآثار في فاليتا
- المتحف الوطني للفنون الجميلة في فاليتا
- المتحف الوطني للتاريخ الطبيعي في مدينا
- المتحف الوطني للحرب في فاليتا

المتاحف الرئيسية الأخرى:
- ترسانة قصر فاليتا
- المتحف البحري في مالطا في بيرغو
- متحف كاتدرائية القديس يوحنا في فاليتا
- متحف التراث الشعبي في فيكتوريا
- متحف العلوم الطبيعية في فيكتوريا
- رومان دوموس في الرباط (مالطا
- طاحونة  تا "كولا في زاجرا

### الهندسة المعمارية
جاءات استكمال لأسوار المدينة لعمل الحصون والتي تعد أحد مواقع التراث العالمي (قائمة اليونسكو): مدينة فاليتا بنيت من لا شيء بمشيئة عدد قليل من الرجال، متحف المدينة، وسوف تكون عاصمة مالطا، عاصمة أوروبية للثقافة عام 2018:

### مدينة فاليتا
من ابرز المناطق السياحية في مالطا هي زيارة مدينة فاليتا عاصمة مالطا التي تشهد يوجد فيها معال حقبة فرسان مالطا في عام 1530، وتضم المدينة العديد من الآثار والمواقع التاريخية مثل قصر جراند ماسترز الذي كان مقراً لتجمع فرسان مالطا ويحتوي على لوحات ومستودع أسلحة استخدمها الفرسان فيما مضى، وكاتدرائية القديس يوحنا على الطراز المعماري الباروكي الفخم ويحتوي على لوحات فنية للفنان ماتيا بريتي، وجراند هاربور ميناء مدينة فاليتا محاطة بأكمله بالتحصينات الضخمة والأبراج الدفاعية استُخدمت بشكل كبير في حصار الدولة العثمانية عليها عام 1565. ومن ابرز المعالم فيها:
- شقة من قصر الرئيس الكبرى في فاليتا
- قصر المحقق في بيرغو
- فنادق مدينة نيويورك
- بالازو فالسون في مدينا
- كاسا روكا بيكولا في فاليتا
- كازا برنار في الرباط (جوزو)
- متحف ويغناكورت في الرباط (مالطة)

### العمارة العسكرية والحصون
تتم إدارة مواقع الهندسة المعمارية العسكرية من قبل مؤسسة ويرت أرتنا التي تنظم إعادة البناء التاريخي تغلق العديد من الحصون أمام الجمهور إما للتجديد أو للاستخدام العام أو الخاص مثل فورت سانت - أنجي، التي أتاحتها منظمة فرسان مالطة السيادية لإعادة التأهيل، وحصن شامبراي من أجل ترميمها في إطار برنامج عقاري أو حصن مانويل  من قبل الدولة ولكن بانتظار إعادة فتحها.[بحاجة لمصدر]
حصون المستشفيات:
- حصن سانت إلمو في فاليتا
- حصن مدينة فاليتا
- حصن مدينة مدينا
- حصن مدينة فيكتوريا
- جولة سانت ماري في كومينو
- برج سانت أغاتا في مليحة
- جولة غاليس إلى نكسر
- برج مارك، إلى داخل، نكسر
- جولة من دويرا إلى سان لورين

العمارة العسكرية البريطانية
- غرف الحرب لاسكاريس في فاليتا
- خطوط فيكتوريا بين ميوار (مالطا) وبيمبروك
- فورت رينيلا في كالكارا
- مدفعية التحية في فاليتا
- العمارة والمباني الدينية

الهندسة المعمارية العامة:
- الثقافة والفاعليات الشعبية
- فيستي
- لامرينجي
- الكرنفال
- سباق القوارب

## السياحة العلاجية
منذ عام 2010، تقوم هيئة مالطا للسياحة  بتسويق مالطا كوجهة للسياحة العلاجية. تشمل مجالات التركيز للسياحة العلاجية «جراحة التجميل وجراحة العظام وجراحة العيون والجراحة العصبية والمسالك البولية والأورام والتشخيص وخدمات علاج البدانة والقلب.»  السوق المستهدفة للسياح الطبيين في مالطا هي المملكة المتحدة، تليها شمال إفريقيا الشرق الأوسط وروسيا وأمريكا الشمالية. جزء من سبب استهداف المملكة المتحدة للسياح الطبيين هو أن العديد من أعضاء مهنة الطب في مالطا قد تم تدريبهم في المملكة المتحدة، مما زاد من ثقة المرضى البريطانيين في أولئك الذين يعتنون بهم. بالإضافة إلى ذلك، على عكس بعض وجهات السياحة العلاجية، تتمتع مالطا بمناخ سياسي مستقر. تدعم الحكومة المالطية تطوير السياحة العلاجية في الجزيرة، لكنها تعتقد أن مقدمي الخدمات الطبية الخاصة يجب أن يقوموا بإجراءات طبية، وليس المرافق التي تديرها الحكومة.

## مراكز التسوق
يوجد في مالطا العديد من مراكز التسويق والتي منها:
- مركز ذا بوينت للتسوق يعد من أهم مراكز التسوق في مالطا تضم العديد من المحلات التجارية تعرض المنتجات المتنوعة.
- مركز باي ستريت للتسوق من أسواق مالطا الجيدة التي تحتوي علي العديد من المتاجر التي تعرض المنتجات المتنوعة إلى جانب عدداً من المطاعم.
- مركز اركاديا التجاري من أسواق مالطا الجيدة على الرغم من صغر مساحته كما يحتوي على قاعة طعام مميزة وكبيرة.
- مجمع امباسي للتسوق يعد من أفضل أسواق مالطا على الرغم من صغرمساحته إلا أنه يحتوي على العديد من المتاجر يمكنك شراء الهدايا التذكاريا.

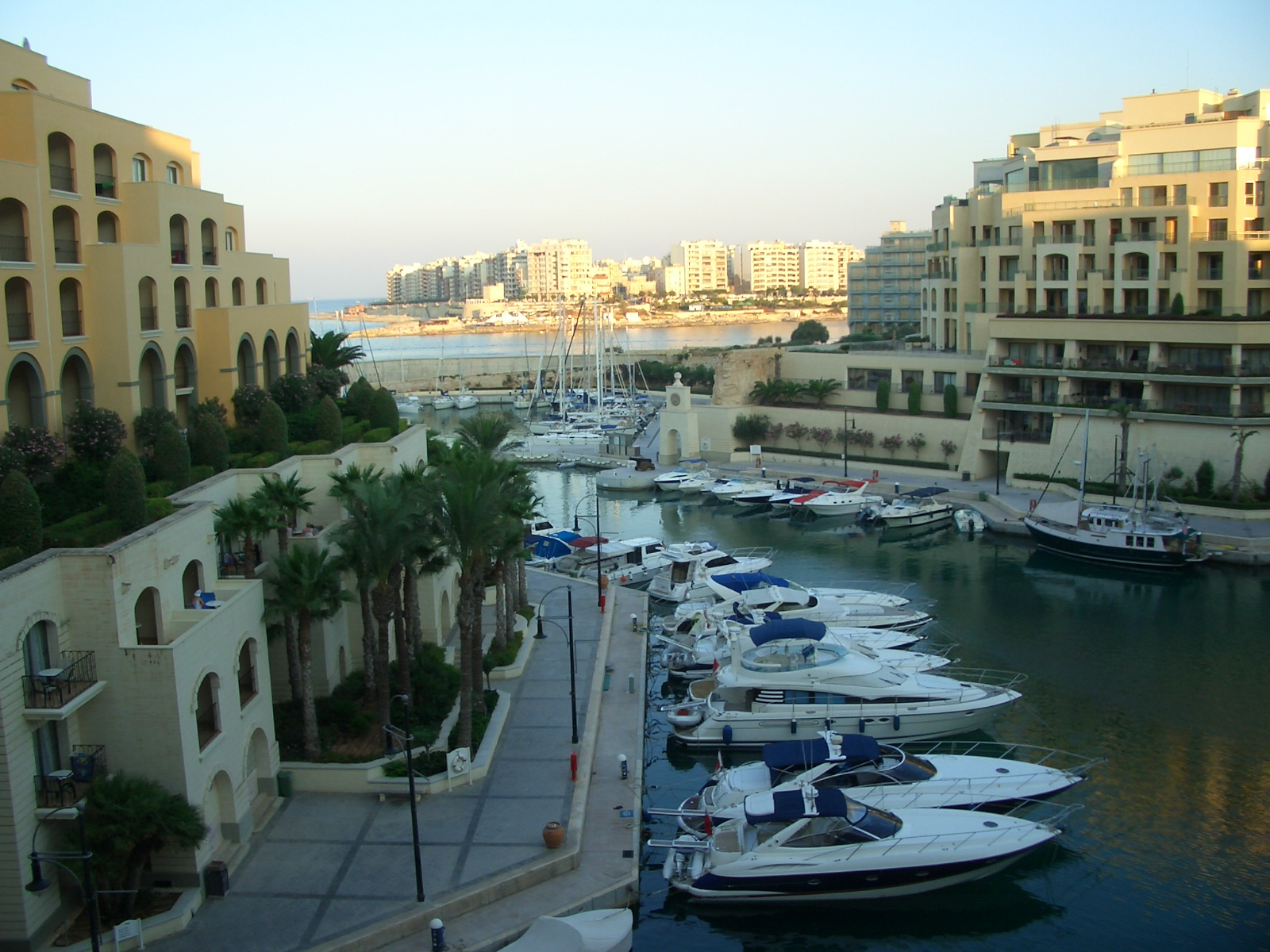
Typical architecture built in recent years in Malta.

## التأشيرة
بالإضافة إلى جواز سفر ساري المفعول، «المستندات التي تثبت الغرض من الزيارة المخطط لها وشروطها» و «وسائل الدعم الكافية، سواء لفترة الزيارة المخططة أو للعودة إلى بلدهم الأصلي»، [12] المسافرون القادمون في مالطا، قد يُطلب منك الحصول على تأشيرة للدخول إلى البلاد.
يحق لمواطني الاتحاد الأوروبي السفر بحرية إلى مالطا دون استكمال أي إجراءات خاصة. ولا يُطلب من مواطني العديد من البلدان الحصول على تأشيرات لدخول مالطا، على الرغم من أن العديد منها يتوافق مع لوائح الاتحاد الأوروبي الموحدة. تم نشر قائمة كاملة بالجنسيات المطلوبة للحصول على تأشيرات لدخول مالطا ومنطقة شنغن على موقع الويب الخاص بوزارة الشؤون الخارجية. [13]

بينما لا تستطيع مالطا من جانب واحد التخلي عن مطلب الدول التي تعقد معها اتفاقيات للحصول على تأشيرات لدخول منطقة شنغن عبر نقاط عبورها الحدودية، يُسمح بتقديم خصومات على التأشيرة لبعض الجنسيات. في الوقت الحالي، لدى مالطا «اتفاقيات تسهيل الحصول على التأشيرة» مع ثماني دول: ألبانيا والبوسنة والهرسك ومولدوفا ومقدونيا وروسيا وصربيا وأوكرانيا.

## اثر المساحة على التسويق للسياحة
تواجه صناعة السياحة في مالطا عددًا من المشكلات التي تؤثر عليها الآن وتهدد بالتأثير عليها في المستقبل. واحدة من أوضح القضايا التي تواجه صناعة السياحة في مالطا هي الاكتظاظ نتيجة لصغر حجم الدولة الجزرية نسبيًا، من حيث المساحة والسكان. يبلغ عدد سكان مالطا أقل بقليل من 450.000 نسمة، [21] ومع ذلك فإن بنيتها التحتية مطلوبة لدعم أكثر من 1.1 مليون سائح كل عام. تمتد أعمال المياه والطرق وأنظمة إدارة وتدوير النفايات والشواطئ في مالطا إلى طاقتها في أشهر الصيف في يوليو وأغسطس من كل عام، عندما تكون أعداد السياح في ذروتها. هذا هو التحدي الذي يواجه مشغلي السياحة المالطية لأنه يعني أنهم لا يستطيعون ببساطة متابعة أنواع تدابير تسويق «السياحة الجماعية» التي يتخذها المشغلون في وجهات أخرى في البحر المتوسط مع المزيد من المساحة والموارد لمتابعتها. بالإضافة إلى ذلك، يجب على مشغلي السياحة المالطية أن يوازنوا بين أعداد السياحة المتزايدة واحتياجات «السكان الأصليين»، حيث أنه عندما يتم استنفاد الموارد من قبل السياح خلال موسم الصيف، يكون هناك آثار سلبية على السكان المالطيين أيضًا.

## روابط خارجية
- هيئة السياحة في مالطا www.mta.com.mt
- Visit Malta Official Tourism Portal
- Sundreams Travel, The Malta Travel Experts - An incoming travel company specialising in Malta
- Julesys BnB Beaches & Bays Guide
- السياحة في مالطا وسحر الطبيعة